# Oque
Oque, Oji, u Oje (griego: Όχη; latín: Oche mons) es un monte en el extremo sudeste de la isla de Eubea, en Grecia. Su elevación máxima es de 1.398 m. Hay bosques en sus laderas del norte, mientras que la mayor parte de la montaña está cubierta de pastizales y arbustos. Se encuentra a 6 km al noreste de la ciudad costera de Caristo, a 90 km al sureste de la capital de la isla, Calcis, y a 65 km al este de Atenas.
En la Antigüedad, existía en el monte Oque un santuario dedicado a Hera.
En la cima del monte Oque se encuentra una de las mejor conservadas casas de dragones, de 48 m² de superficie y una elevación de 2,4 metros, descubierta por el geólogo británico John Hawkins el 21 de octubre de 1797. Las excavaciones llevadas a cabo en 1959 en el monte Oque descubrieron fragmentos de cerámica de la época helenística y algunas cerchas, incluyendo una cuyo texto está en una escritura desconocida, piezas que actualmente se conservan en el Museo Arqueológico de Caristo.